# Dark Days, White Nights
Dark Days, White Nights è il quarto album della musicista italiana Tying Tiffany, pubblicato nel 2012 dall'etichetta discografica tedesca Trisol.

## Il disco
Il disco è stato anticipato dal singolo Drownin, che fa parte della colonna sonora del gioco FIFA 12.

## Tracce
1. New Colony
2. Dark Day
3. Drownin'
4. Sinistral
5. She Never Dies
6. Universe
7. Unleashed
8. 5 AM
9. Lepers of the Sun
10. White Night